# Gaal
Gaal osztrák község Stájerország Mura-völgyi járásában. 2017 januárjában 1388 lakosa volt.   

## Elhelyezkedése

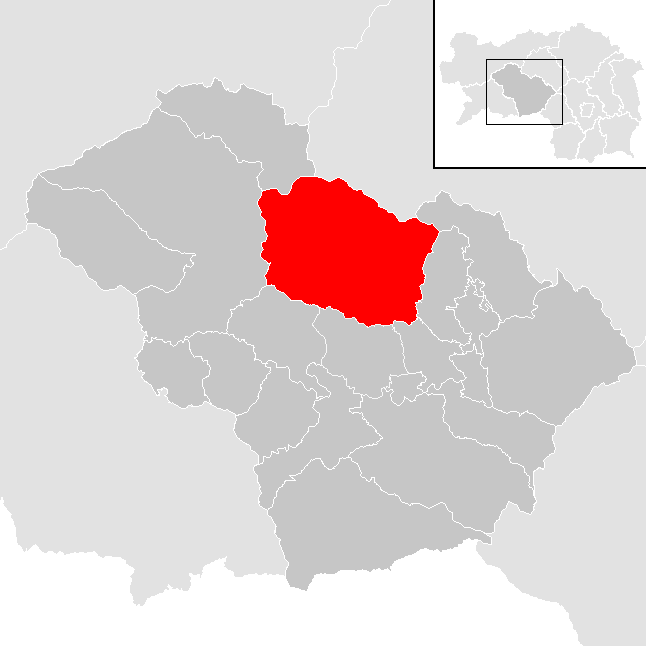
Gaal a Mura-völgyi járásban

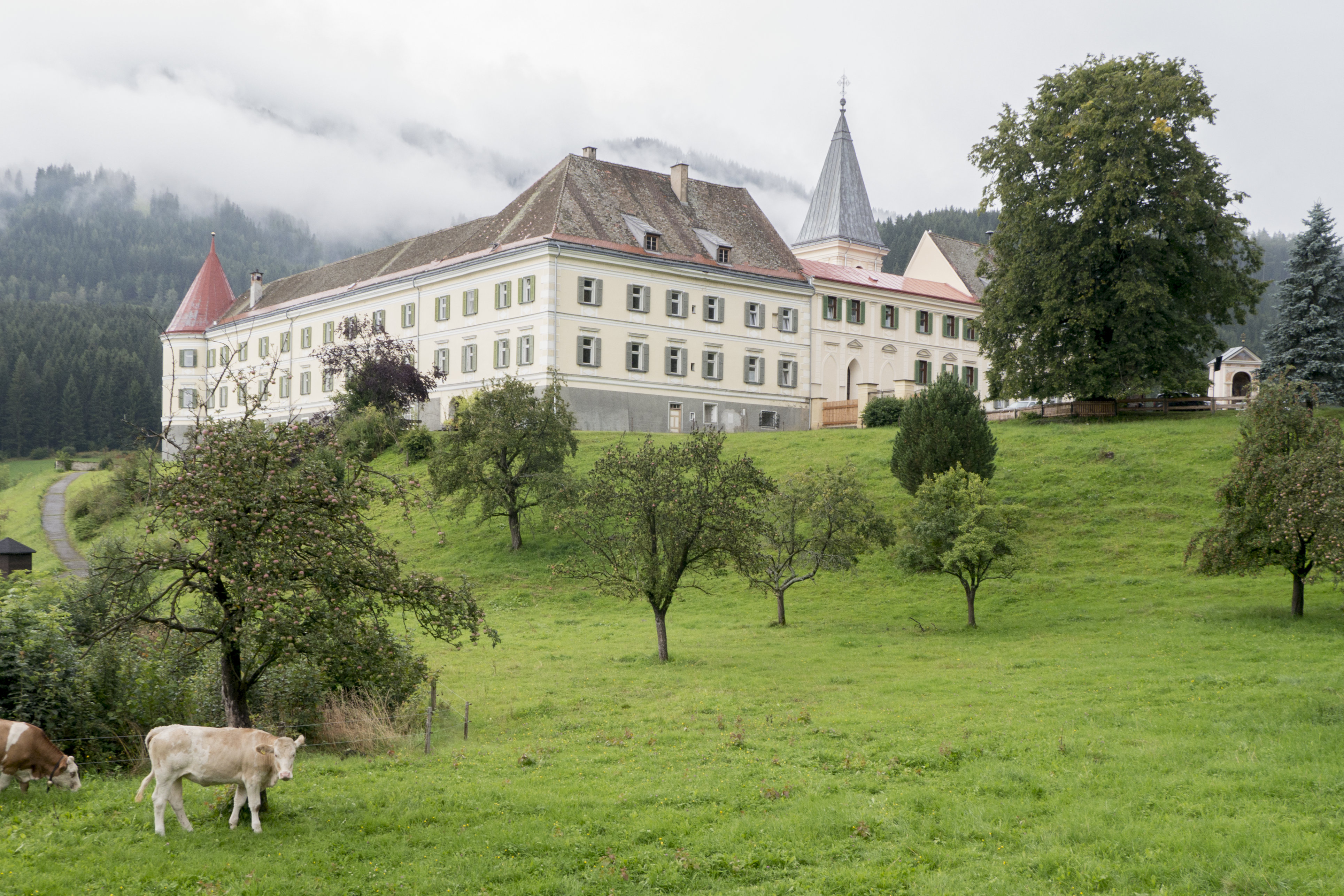
A Wasserberg-kastély

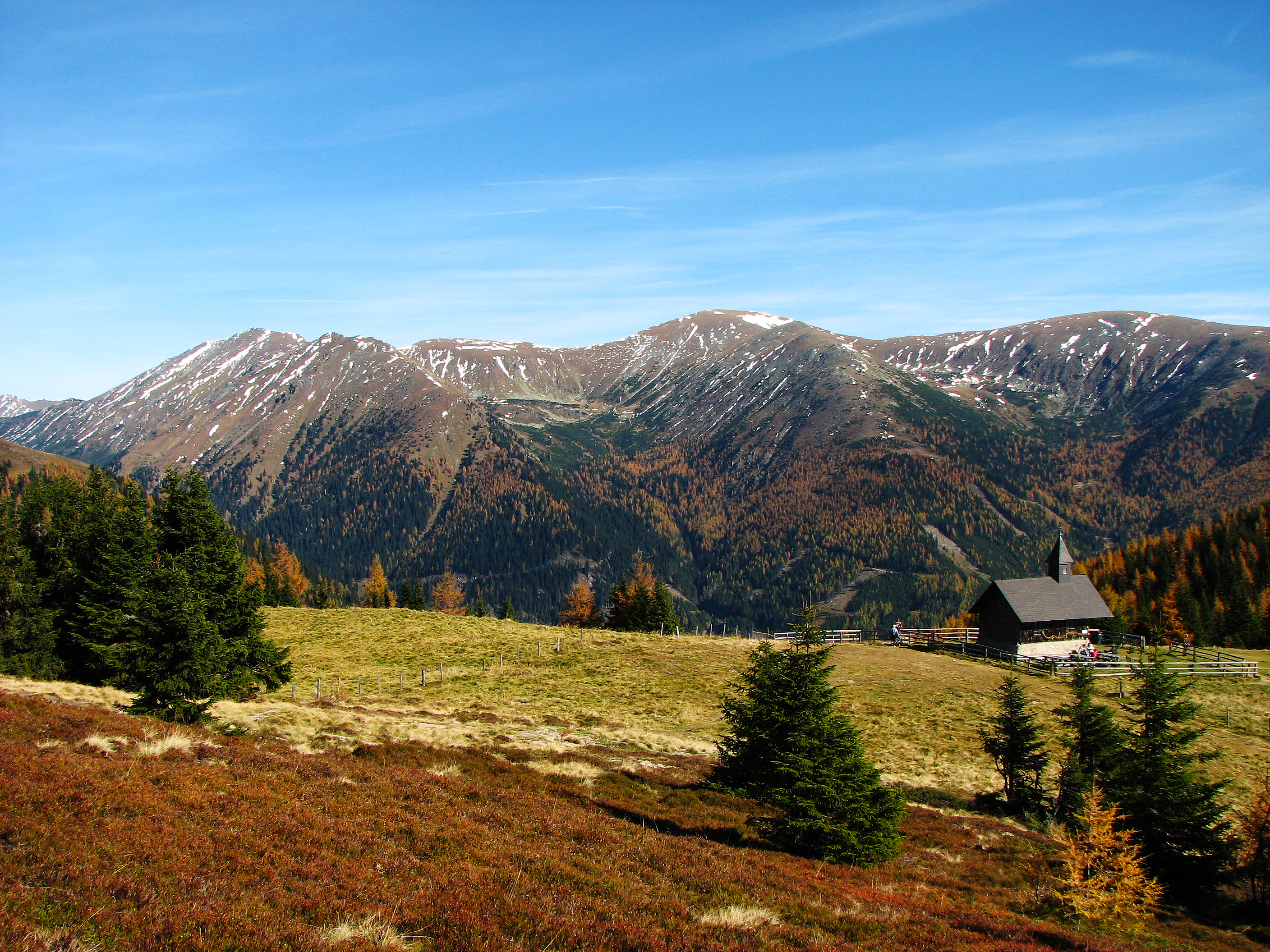
A Loretói Mária-kápolna

Gaal Felső-Stájerországban fekszik, az Alacsony-Tauern hegységrendszerhez tartozó Seckaui-Tauern hegyeiben. Legmagasabb hegycsúcsai a 2417 méteres Geierhaupt, a 2416 méteres Hochreichhart, a 2397 méteres Seckauer Zinken és a 2345 méteres Pletzen. Legfontosabb folyóvizei az Ingeringbach és a Gaalbach. Az önkormányzathoz 4 katasztrális községben (Gaal, Graden, Ingering II, Puchschachen) 7 település tartozik: Bischoffeld, Gaal, Gaalgraben, Graden, Ingering II (Ingering I Spielberg része), Puchschachen és Schattenberg.
A környező önkormányzatok: északkeletre Sankt Marein-Feistritz, keletre Seckau, délkeletre Spielberg, délre Fohnsdorf, délnyugatra Pöls-Oberkurzheim, nyugatra Pölstal, északnyugatra Hohentauern, északra Wald am Schoberpaß és Mautern in Steiermark. 

## Története
Ingering templomát (ecclesia ad undrimas) 760 körül alapította Modestus püspök. Német Lajos király 860-ban a salzburgi érseknek adományozta az Ingering melletti birtokot, ahol ma Bischoffeld található.
Gaal nevének elődje 1174-ben bukkan fel először a seckaui apátság egyik oklevelében "Trigowle" formában, ami szláv eredetre utal (Triglav istenre, lásd még a Triglav hegycsúcs Szlovéniában). Az 1218-ban alapított seckaui püspökség összeírása szerint ekkor 30 erdei jobbágytelek (Waldhuben) volt a faluban. 1273-ban Wasserberg vára az érsektől a seckaui püspökhöz került. Gaali Ottokár (†1322), a 100 ezer sorból álló Stájer verses krónika szerzője a falu egyik ministerialis (felszabadított jobbágy) családjából származott. 1317-ben említik először Gaal papját, egy évvel később pedig a Szt. Péternek szentelt templomát. 
1480-ban a törökök feldúlták Gaal templomát. 1514-1518 között egy rövid ideig ezüstöt bányásztak a Hochreicharton.
Egy 1820-as tűzvészben elpusztult a templom és a falu jelentős része. 1844-ben a Wasserberg-kastélyt Maximilian Seßler vásárolta meg, aki átalakította azt mai formájába. 1848/50-ben felszámolták a feudális birtokokat és a politikai hatalom a községi tanács kezébe került. 

## Lakosság
A gaali önkormányzat területén 2017 januárjában 1388 fő élt. A lakosságszám 1951 óta (akkor 1897 lakos) csökkenő tendenciát mutat. 2015-ben a helybeliek 96,8%-a volt osztrák állampolgár; a külföldiek közül 0,8% a régi (2004 előtti), 2,3% az új EU-tagállamokból érkezett. 2001-ben a lakosok 93,9%-a római katolikusnak, 1,5% evangélikusnak, 2,9% pedig felekezet nélkülinek vallotta magát. Ugyanekkor két magyar élt a községben. 

## Látnivalók

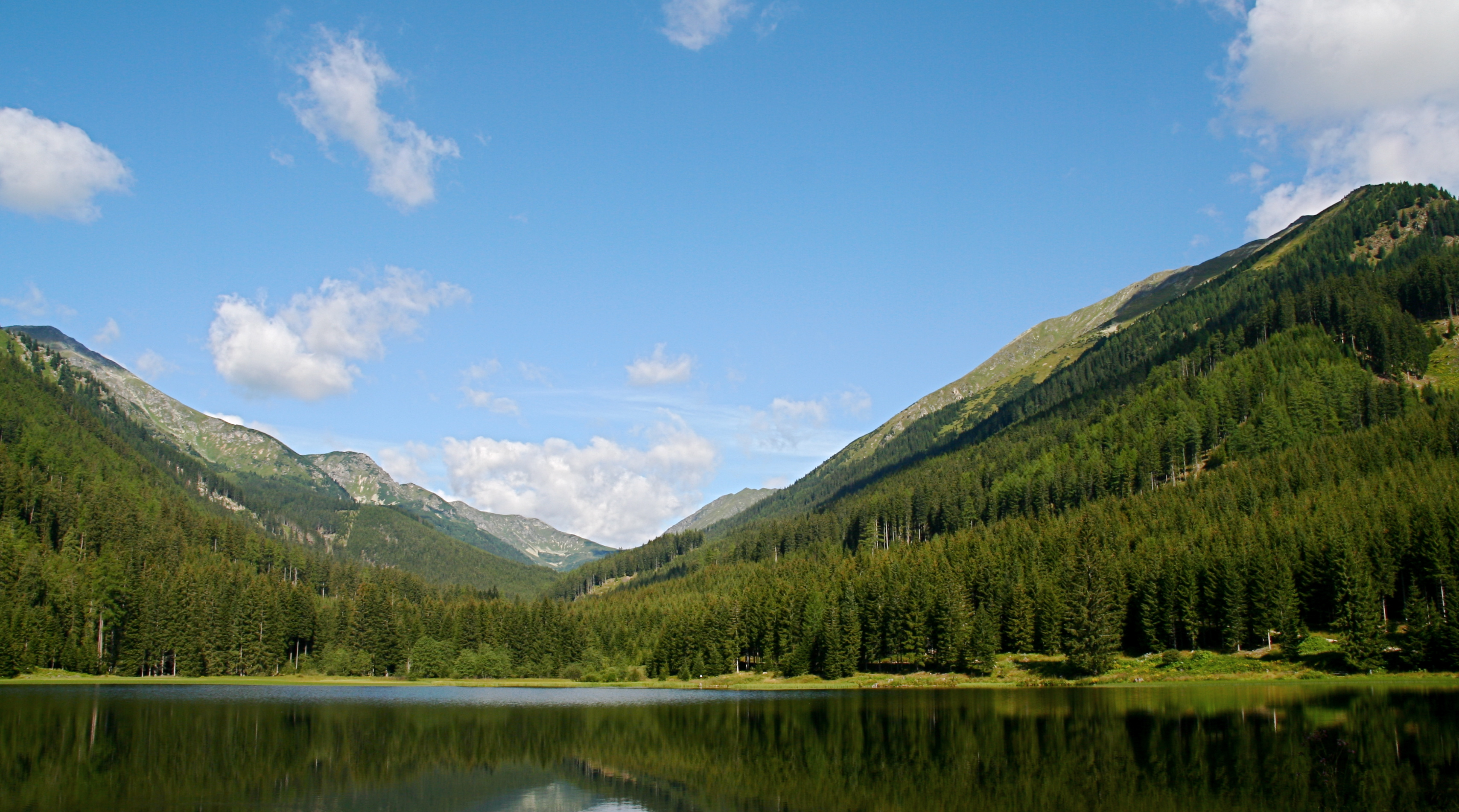
Az Ingeringsee

- az Ingeringsee egy hegyi tó, partján kápolnával. A tóhoz Ingering II-ből az Ingeringbach völgyében lehet eljutni.
- a Volkswagen Bogár-múzeum
- a Wasserberg-kastély elődjét 1260 körül építtette Bernhard von Seckau püspök. Kápolnájának késő gótikus freskói 1492-ből származnak. A kastély 1913 óta a heiligenkreuzi apátság tulajdona.
- a Szt. Péter-plébániatemplom
- a Pirkach-kápolna
- a fából készült Loretói Mária-kápolna 1850 m magasan található a hegyekben. A mai épület 1935-ben készült, miután elődje egy villámcsapás miatt leégett.

## Testvértelepülések
- Gyenesdiás (Magyarország)

## Fordítás
- Ez a szócikk részben vagy egészben  a   Gaal című német Wikipédia-szócikk ezen változatának fordításán alapul.  Az eredeti cikk szerkesztőit annak laptörténete sorolja fel. Ez a jelzés csupán a megfogalmazás eredetét és a szerzői jogokat jelzi, nem szolgál a cikkben szereplő információk forrásmegjelöléseként.